# Коновалов, Анатолий Михайлович
Анатолий Михайлович Коновалов (26 сентября 1923, село Вогнема, Череповецкая губерния — 20 марта 1976, там же) — советский военнослужащий, командир расчёта орудия 1040-го армейского истребительно-противотанкового артиллерийского полка, полный кавалер ордена Славы.

## Биография
Родился 26 сентября 1923 года в селе Вогнема (ныне — Кирилловского района Вологодской области) в крестьянской семье. Окончил семь классов сельской школы. Работал кочегаром на лесопильном заводе.
В марте 1942 года был призван в Красную Армию. С ноября 1942 года участвовал в боях с захватчиками, служил наводчиком, затем командиром расчета орудия в артиллерии.
14-17 января 1944 года в районе населённого пункта Насва младший сержант А. М. Коновалов вывел орудие на открытую позицию и открыл огонь прямой наводкой. Метким огнём подавил 3 противотанковых орудия, разрушил 3 дзота и истребил до 15 солдат. Был контужен и ранен в грудь, отказался от эвакуации в госпиталь и продолжал выполнять боевую задачу. Приказом по войскам 22-й армии от 26 января 1944 года награждён орденом Славы 3-й степени.
2-8 февраля 1944 года во время боя в районе населённого пункта Овиново Псковской области сержант А. М. Коновалов огнём из орудия уничтожил 9 пулемётов, зенитную пушку и 3 блиндажа, чем способствовал успешному наступлению стрелковых подразделений. Во взаимодействии с другими расчётами отразил две контратаки противника, истребив взвод живой силы врага. Приказом от 12 апреля 1944 года награждён орденом Славы 2-й степени.
10 сентября 1944 года в бою в районе города Мадлиска сжёг штурмовое орудие, вывел из строя 75-миллиметровое орудие врага, зенитную пушку, два пулемёта и много пехоты. Указом Президиума Верховного Совета СССР от 24 марта 1945 года за исключительное мужество, отвагу и бесстрашие в боях с вражескими захватчиками награждён орденом Славы 1-й степени. Стал полным кавалером ордена Славы.
В 1945 году демобилизован. Вернулся на родину. Работал мастером в местной лесоартели, трудился весовщиком на нефтебазе, мастером Череповецкой сплавконторы.
Жил в родном селе Вогнема. Умер 20 марта 1976 года.
Награждён орденами Славы 3-х степеней, медалями. В 1995 году 2-я Красная улица города Кириллова была переименована в улицу Коновалова.